# Marit Tveite Bystøl
Marit Tveite Bystøl (* 20. November 1981) ist eine norwegische Skibergsteigerin.
Bei der Europameisterschaft im Skibergsteigen 2007 erreichte sie im Team mit Bodil Ryste den neunten Platz. Bei der Weltmeisterschaft im Skibergsteigen 2008 belegte sie in der Staffeldisziplin mit Ellen Blom, Bodil Ryste und Lene Pedersen den vierten Platz und im Team mit Lene Pedersen den achten Rang. In der Kombinationswertung erreichte sie bei der Weltmeisterschaft 2008 den 5. Rang.